# Качуринцы
Качуринцы (укр. Качуринці) — село в Волочисском районе Хмельницкой области Украины.
Население по переписи 2001 года составляло 156 человек. Почтовый индекс — 31254. Телефонный код — 3845. Занимает площадь 0,51 км². Код КОАТУУ — 6820985403.

## Местный совет
31254, Хмельницкая обл., Волочисский р-н, с. Петриковцы